# Archie Shepp
Archie Shepp (* 24. května 1937 Fort Lauderdale, Florida, USA) je americký jazzový hudebník a hudební skladatel.
Studoval hru na klavír, klarinet a saxofon. V letech 1955–1959 studoval drama na Goddard College. Počátkem šedesátých let spolupracoval s Cecil Taylorem a později i s Johnem Coltraneem. Spolupracoval rovněž s Frankem Zappou. Také vydal řadu sólových alb.